# Обична прича
Обична прича је југословенски ТВ филм из 1969. године. Режирао га је Александар Ђорђевић а сценарио је базиран на истоименом делу Ивана Гончарова из 1847. године (Обыкновенная история).

## Улоге
| Глумац                | Улога                                     |
| --------------------- | ----------------------------------------- |
| Стево Жигон           | Петар Иванович Адујев, Александров стриц  |
| Михаило Миша Јанкетић | Александар Адујев                         |
| Маја Димитријевић     | Лизавета Александровна, Александрова жена |
| Љиљана Крстић         | Ана Павловна, Александрова мајка          |
| Жарко Митровић        | Антон Иванович, сусед Ане Павловне        |
| Весна Латингер        | Софија Александровна                      |
| Капиталина Ерић       | Марија Михајловна Љубецка                 |
| Светлана Бојковић     | Нађењка, Маријина кћи                     |
| Иван Бекјарев         | гроф Новински                             |
| Танасије Узуновић     | Поспелов, Александров пријатељ            |
| Олга Савић            | Јулија Павловна Тафајева                  |
| Љубомир Богдановић    | Сурко                                     |
| Мило Мирановић        | Слуга Јевсеј                              |
| Љиљана Радосављевић   | Тетка                                     |
| Никола Спасић         | лакеј Василије                            |